# 野坂操壽 (2代目)
二代目 野坂 操壽（にだいめ のさか そうじゅ、1938年4月18日 - 2019年8月27日）は、日本の箏曲家、作曲家。位階は従四位。勲等は旭日中綬章。学位は音楽修士（東京芸術大学）。文化功労者。本名、および、旧芸名は野坂 惠子（のさか けいこ）。名の「壽」「惠」は旧字体のため、二代目 野坂 操寿（にだいめ のさか そうじゅ）、野坂 恵子（のさか けいこ）と表記されることもある。
日本音楽集団団員、東京芸術大学音楽学部講師、桐朋学園芸術短期大学芸術科教授、生田流箏曲松の実會主宰、生田流協会理事、公益社団法人日本三曲協会常任理事などを歴任した。

## 来歴

### 生い立ち
1938年4月生まれ、東京府出身。母である箏曲家の初代野坂操壽から指導を受けた。なお、初代操壽は箏曲家の宮城道雄に師事しているため、惠子は宮城の孫弟子にあたる。また、9歳の頃より、箏曲家の加藤柔子に古典箏曲、地歌三絃を師事した。東京芸術大学の大学院に進学し、音楽研究科にて学び、修士課程を修了した。

### 箏曲家として
1965年に初めてのリサイタルを開催した。また、同年より1982年まで日本音楽集団の団員として活動した。1969年に二十絃箏を開発し、1991年には二十五絃箏を発表するなど、伝統に囚われず新しい楽器の開発にも取り組んだ。さらに、1994年からは作曲家の伊福部昭にも師事した。後進の育成にも力を注いでおり、1996年より2006年にかけて、母校である東京芸術大学にて音楽学部の講師を非常勤で務めた。桐朋学園芸術短期大学においては、芸術科の教授を務めた。指導した者の中からは、秋岸寛久、かりんといった箏曲家などを輩出している。2002年、初代操壽が亡くなった。それに伴い、翌年、二代目操壽を襲名した。その後も本名の「野坂惠子」名義を用いることもあったが、2007年より演奏に関する全活動を「野坂操壽」名義で行うことにした。2019年8月27日、急性骨髄性白血病により81歳で死去した。

## 作風
作風は高く評価されており、芸術祭においては、1969年に奨励賞、1971年に優秀賞が授与されている。芸術選奨においては、2002年に文部科学大臣賞が授与された。2011年には日本芸術院賞が授与されている。栄典としては、2003年に紫綬褒章を受章し、2009年に旭日小綬章を受章した。2015年には文化功労者として顕彰された。同日付で従四位と旭日中綬章が贈られた。

## 略歴
- 1938年 - 東京府にて誕生。
- 1965年 - 日本音楽集団団員[1]。
- 1996年 - 東京芸術大学音楽学部講師[1]。
- 2003年 - 二代目野坂操壽襲名[1]。
- 2019年 - 東京都にて死去。

## 賞歴
- 1969年 - 芸術祭奨励賞[1]。
- 1971年 - 芸術祭優秀賞[1]。
- 1992年 - 松尾芸能賞優秀賞[1]。
- 2000年 - ミュージック・ペンクラブ音楽賞[1]。
- 2002年 - 芸術選奨文部科学大臣賞[1]。
- 2006年 - 中島健蔵音楽賞[1]。
- 2006年 - エクソンモービル音楽賞[1]。
- 2011年 - 日本芸術院賞[1]。

## 栄典
- 2003年 - 紫綬褒章[1]。
- 2009年 - 旭日小綬章[1]。
- 2015年 - 文化功労者[3]。
- 2019年 - 従四位。
- 2019年 - 旭日中綬章。

## 家族・親族
- 松島糸壽（曾祖伯母） - 箏曲家
- 初代野坂操壽（母）- 箏曲家
- 野坂恵璃（長女） - 箏曲家

## 関連人物
- 伊福部昭
- 三木稔
- 秋岸寛久
- 沢井一恵
- かりん (25絃箏奏者)